# Gaspare Aselli
Gaspare Aselli (ou Asellio) (Cremona, c. 1581 — Milão, 14 de abril de 1626) foi um médico italiano notável pela descoberta dos vasos “lácteos” do sistema linfático, que auxiliam na absorção de gordura nas vilosidades do intestino delgado. Aselli descobriu (ou redescobriu) os vasos lácteos do sistema linfático, e estudou sistematicamente o significado dessas estruturas vasculares.

## Biografia
Aselli nasceu em Cremona, e tornou-se professor de anatomia e cirurgia na Universidade de Pavia. Mais tarde, praticou a medicina, em Milão, onde morreu. Sua descrição dos lácteos, De lactibus sive Lacteis venis, foi publicada em 1627, em Milão.

## Trabalhos
- De lactibus, sive lacteis venis, 1640